# Anthidiellum perplexum
Anthidiellum perplexum är en biart som först beskrevs av Smith 1854.  Anthidiellum perplexum ingår i släktet Anthidiellum och familjen buksamlarbin. Inga underarter finns listade i Catalogue of Life.